# Albert Krantz
Albert Krantz   (Königsberg, 1851 - Königsberg, 9 d'abril de 1938) va ser un músic militar alemany de l'exèrcit prussià.
Krantz va assistir al "Löbenichtsche Realgymnasium" i va actuar durant cinc anys al "Stadtmusikus" de Braunsberg (Prússia Oriental). El 1872 va començar la seva carrera musical a Königsberg. Com Hautboist va treballar amb el Regiment d'Infanteria "von Boyen" (número 5 de Prusia Oriental) núm. 41 a Königsberg i el primer Regiment Badische Leib Grenadier nº 109 de Karlsruhe. De 1880 a 1882 va estar en la Acadèmia de Música a Charlottenburg. Secundat amb tots els professors i professores, Johannes Brahms assajava els inèdits Obertura Tràgica i Obertura del Festival Acadèmic. Al trombó alt, Kranz va brillar amb l'obra des de la partitura.
Al maig de 1883 va anar com a "mestre de música en llibertat condicional" al Regiment d'Infanteria núm. 43. Entre els dotze comandants del regiment va interpretar no només música militar, sinó també obres simfòniques. A Königsberg les seves tardes amb Richard Wagner van gaudir de gran popularitat. Krantz i la seva capella també es van fer famosos fora de Prússia Oriental. Quan el 43er 1889 va rebre el nom de Regiment d'Infanteria "Duc Karl de Mecklenburg-Strelitz" (6è Prússia Oriental) núm. 43, Krantz va formar el "duc Karl-Marsch". Després de l'última desfilada imperial a la Devauer Platz (1910), el 43er va fer la companyia de bandera. Els Governants van quedar impressionats per la marxa de l'equip de la bandera i el van voler guanyar. Krantz el va escriure durant la nit Agafeu el cos de guàrdia i el va imprimir. Per això va rebre l'Ordre de la Casa Real d'Hohenzollern. El comandant del regiment Friedrich von Gontard va valorar enormement a Krantz i es va assegurar que rebés el títol de director de música.
Quan el seu regiment, amb Ernst von Eisenhart-Rothe, es va traslladar a la Primera Guerra Mundial i va portar els músics com a soldats d'ambulància, Krantz si va quedar fins als 63 anys; però va fundar un nou cos de música. Els beneficis dels concerts van anar a benefici del benestar. La banda sovint tocava als hospitals i al soterrament de soldats. Krantz va ser en el 1920 que es va retirar com a tinent. Durant gairebé quaranta anys va ser una de les aparicions més populars del paisatge urbà de Königsberg. Quan va morir als 87 anys, va deixar un fill i una filla. Va ser enterrat al Luisenfriedhof a Hufen (Königsberg).
Krantz va ser un franc-maçon i, a partir de 1905, membre del "Königsberg Lodge Zum Todtenkopf" i Phoenix.

## Honors
- Ordre reial de la casa de Hohenzollern
- Royal. Director musical (1913